# Бузенто
Бузенто (итал. Busento) — река на юге Италии, в области Калабрия. Левый приток реки Крати.
Длина реки Бузенто составляет около 90 километров. Исток в горах Калабрийские Апеннины. В месте впадения Бузенто в реку Крати расположен город Козенца.

## История

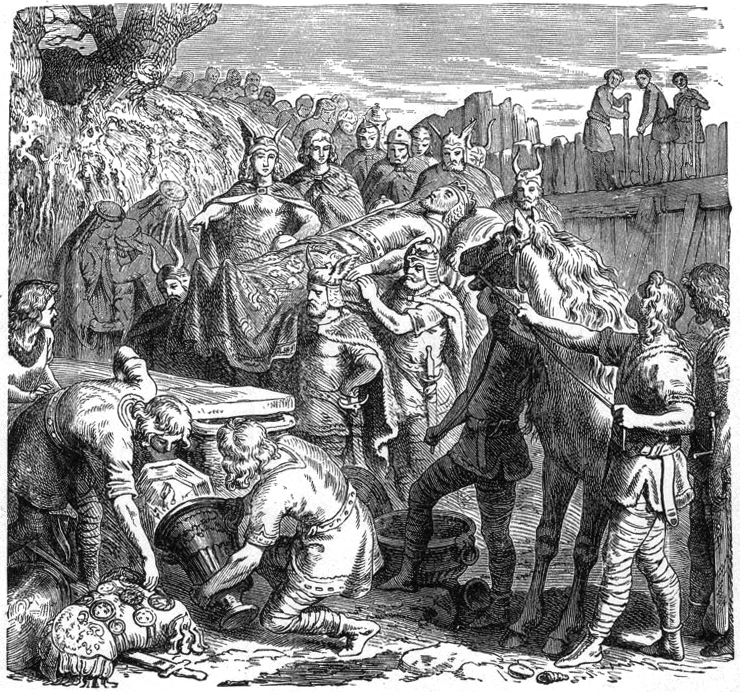
Похороны Алариха I

Река Бузенто известна тем, что в её русле в 410 году был похоронен король вестготов Аларих I. По легенде, после смерти Алариха I его воины временно изменили течение реки и вырыли могилу прямо в русле реки. После захоронения воды Бузенто были возвращены в прежнее положение. Могила короля и его легендарные сокровища никогда найдены не были. Немецкий поэт Август фон Платен-Халлермюнде описал это событие в своей балладе «Гробница в Бузенто» («Das Grab im Busento», 1820).